# Men at Work (Fernsehserie)/Episodenliste

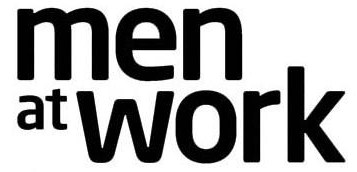
Logo zur Serie

Diese Liste der Men-at-Work-Episoden enthält alle Episoden der US-amerikanischen Sitcom Men at Work, sortiert nach der US-amerikanischen Erstausstrahlung. Die Fernsehserie umfasst derzeit drei Staffeln mit 30 Episoden.

## Übersicht
| Staffel | Episodenanzahl | Erstausstrahlung USA | Erstausstrahlung USA | Deutschsprachige Erstausstrahlung | Deutschsprachige Erstausstrahlung |
| Staffel | Episodenanzahl | Staffelpremiere      | Staffelfinale        | Staffelpremiere                   | Staffelfinale                     |
| ------- | -------------- | -------------------- | -------------------- | --------------------------------- | --------------------------------- |
| 1       | 10             | 24. Mai 2012         | 12. Juli 2012        | 22. März 2013                     | 19. April 2013                    |
| 2       | 10             | 4. April 2013        | 6. Juni 2013         | 7. Juni 2013                      | 9. August 2013                    |
| 3       | 10             | 15. Januar 2014      | 12. März 2014        | 1. August 2014                    | 3. Oktober 2014                   |

## Staffel 1
Die Erstausstrahlung der ersten Staffel war vom 24. Mai bis zum 12. Juli 2012 auf dem US-amerikanischen Kabelsender TBS zu sehen. Die deutschsprachige Erstausstrahlung sendete der deutsche Pay-TV-Sender TNT Serie vom 22. März bis zum 19. April 2013.
| Nr. (ges.) | Nr. (St.) | Deutscher Titel       | Originaltitel      | Erstausstrahlung USA | Deutschsprachige Erstausstrahlung (D) | Regie           | Drehbuch                       |
| --- | --------- | --------------------- | ------------------ | -------------------- | ------------------------------------- | --------------- | ------------------------------ |
| 1 | 1         | Hangover              | Pilot              | 24. Mai 2012         | 22. März 2013                         | Mark Cendrowski | Breckin Meyer                  |
| Milo kann die Trennung von seiner Freundin nicht überwinden. Seine drei Freunden und Kollegen Gibbs, Neal und Tyler versuchen, ihn aufzuheitern. Gibbs überschreitet eine Grenze mit Tylers Putzfrau.                                                                                         |           |                       |                    |                      |                                       |                 |                                |
| 2 | 2         | Testballon            | Milo Full of Grace | 24. Mai 2012         | 29. März 2013                         | David Trainer   | Breckin Meyer                  |
| Neal will die Ausgaben im Büro senken und damit dem Chef seine Männlichkeit beweisen. Milo landet im Gefängnis, als er zu intensiv für einen Artikel über Drogenhandel recherchiert. Tyler trifft auf eine Ex-Freundin.                                                                       |           |                       |                    |                      |                                       |                 |                                |
| 3 | 3         | Flotter Dreier        | Devil’s Threesome  | 31. Mai 2012         | 29. März 2013                         | James Widdoes   | Lon Zimmet & Dan Rubin         |
| Zwischen Milo und Gibbs herrschen Spannungen nach einem gemeinsamen Dreier mit einer Frau (Stacy Keibler), die sie in einer Bar kennengelernt haben. Amy hilft Tyler, dabei seine feminine Seite zu entdecken. Neal wird eifersüchtig, als Tyler und Amy zu viel Zeit miteinander verbringen. |           |                       |                    |                      |                                       |                 |                                |
| 4 | 4         | Vertippt und Zugenäht | Heterotextual Male | 7. Juni 2012         | 22. März 2013                         | James Widdoes   | Breckin Meyer                  |
| Milo hält sich nach einem Date bedeckt, doch dann gerät er in eine SMS-Verwechslung. Ein Interview mit einem Sex Therapeuten nimmt inzwischen eine merkwürdige Wende, und die Jungen machen Witze über Neals komischen Hut, den seine Freundin so toll findet.                                |           |                       |                    |                      |                                       |                 |                                |
| 5 | 5         | Geheimes Örtchen      | Toilet of Eden     | 14. Juni 2012        | 5. Apr. 2013                          | Mark Cendrowski | Kirk J. Rudell                 |
| Milo wohnt vorübergehend bei Tyler, doch er hat Schwierigkeiten, Tylers einziger Regel zu folgen. Als die Jungen ein Foto von Amy mit einem anderen Mann finden, wird eifrig spekuliert. |           |                       |                    |                      |                                       |                 |                                |
| 6 | 6         | Voll Verknallt        | Crazy for Milo     | 21. Juni 2012        | 5. Apr. 2013                          | Mark Cendrowski | Eric Weinberg                  |
| Gibbs und Tyler testen eine Lügendetektor-App und enthüllen dabei ihre Geheimnisse. Amy und Neal versuchen sich im Rollenspiel. Milos Traumfrau entpuppt sich als etwas zu exzentrisch. |           |                       |                    |                      |                                       |                 |                                |
| 7 | 7         | Coming Out            | Plan B             | 28. Juni 2012        | 12. Apr. 2013                         | Mark Cendrowski | Jared Miller                   |
| Gibbs und Tyler geben sich als Paar aus, um an eine günstige Mitgliedschaft im Fitnessstudio zu kommen - doch Tyler treibt die falsche Romanze zu weit. Neals Plan, Milo mit einer alten Freundin zu verkuppeln, geht nach hinten los.                                                        |           |                       |                    |                      |                                       |                 |                                |
| 8 | 8         | Volle Dröhnung        | Wake and Bake      | 5. Juli 2012         | 12. Apr. 2013                         | Mark Cendrowski | Joel Church-Cooper & Rene Gube |
| Auf der Suche nach Abenteuer landen Tyler und Milo versehentlich auf einer Totenwache. Gibbs fühlt sich überraschend von Neals „Gamer“ Freunden angezogen. |           |                       |                    |                      |                                       |                 |                                |
| 9 | 9         | Fett Weg              | Inventing Milo     | 12. Juli 2012        | 19. Apr. 2013                         | Mark Cendrowski | Lon Zimmet & Dan Rubin         |
| Tyler erhält die Chance, mit seinem Idol zusammenzuarbeiten. Doch der versteht sich besser mit Gibbs. Neal wird zum Versuchskaninchen für Milos Erfindung - mit ungutem Ausgang. |           |                       |                    |                      |                                       |                 |                                |
| 10 | 10        | Super Milo            | Super Milo         | 12. Juli 2012        | 19. Apr. 2013                         | Mark Cendrowski | Kirk J. Rudell                 |
| Milo lässt einen alten Wettkampf mit seinen Freunden wiederaufleben um Lisa zu vergessen. Lisa tritt jedoch prompt wieder in sein Leben und fordert ihn auf, eine wichtige Entscheidung zu treffen. Neal will von den anderen Jungs als gleichberechtigt anerkannt werden.                    |           |                       |                    |                      |                                       |                 |                                |

## Staffel 2
Die Erstausstrahlung der zweiten Staffel war vom 4. April bis zum 6. Juni 2013 auf dem US-amerikanischen Kabelsender TBS zu sehen. Die deutschsprachige Erstausstrahlung sendete der deutsche Pay-TV-Sender TNT Serie vom 7. Juni bis zum 9. August 2013.
| Nr. (ges.) | Nr. (St.) | Deutscher Titel            | Originaltitel                | Erstausstrahlung USA | Deutschsprachige Erstausstrahlung (—) | Regie                 | Drehbuch                    |
| --- | --------- | -------------------------- | ---------------------------- | -------------------- | ------------------------------------- | --------------------- | --------------------------- |
| 11 | 1         | Verlorene Verbindungen     | Missed Connections           | 4. Apr. 2013         | 7. Juni 2013                          | David Trainer         | Breckin Meyer               |
| Tyler hat einen genialen Plan, um die perfekte Frau für Milo zu „erschaffen“, damit er offline Liebe findet... und zwar online. Gibbs lernt eine andere Seite von Neal kennen, während sie zu einer Familienveranstaltung fahren, und versucht das Biest zu entfesseln. |           |                            |                              |                      |                                       |                       |                             |
| 12 | 2         | Für Milo Gut Genug         | Will Work for Milo           | 11. Apr. 2013        | 14. Juni 2013                         | David Trainer         | Morgan Beck & Breckin Meyer |
| Ein obdachloser Mann beschließt, Milo rücksichtslos zu mobben. Neal ist davon überzeugt, dass er in der Beziehung die Macht an sich reißen muss, doch Amy spielt da nicht mit. Gibbs bekommt eine neue, respekablere Anstellung, nachdem er eine alte Brille findet. Tyler täuscht einen Job vor, um eine neue Kundin aufzureißen. |           |                            |                              |                      |                                       |                       |                             |
| 13 | 3         | Der Neue Boss              | The New Boss                 | 18. Apr. 2013        | 21. Juni 2013                         | Leonard R. Garner Jr. | Breckin Meyer               |
| Das Full Steam Magazine bekommt eine neue Chefredakteurin, woraufhin die Jungs sich besonders anstrengen, um sich von ihrer besten Seite zu präsentieren. Dabei wird Gibbs leicht nervös, Neal bekommt einen plötzlichen Selbstvertrauensschub und Milo versucht verzweifelt, überhaupt wahrgenommen zu werden. Unterdessen versucht Tyler, seine Dating-Strategie zu ändern, was jedoch weniger gut klappt, als er es sich vorgestellt hat |           |                            |                              |                      |                                       |                       |                             |
| 14 | 4         | Einen Gang Zurück          | Downshift                    | 25. Apr. 2013        | 28. Juni 2013                         | Leonard R. Garner Jr. | Kirk Rudell                 |
| Gibbs gerät widerwillig ins Schwärmen. Milo steckt in einer Beziehung, in der alles viel zu schnell geht. Neal bringt Tyler etwas über den perfekten Hamburger bei. |           |                            |                              |                      |                                       |                       |                             |
| 15 | 5         | Der Gute Und Der Böse Milo | The Good, the Bad & the Milo | 2. Mai 2013          | 5. Juli 2013                          | Steve Zuckerman       | Mike Lisbe & Nate Reger     |
| Milo beschließt, mit Molly Schluss machen, will aber nicht im Streit auseinandergehen. Tyler und Gibbs geraten mit dem Besitzer ihres Lieblingsrestaurants aneinander. Neal soll einen Angestellten feuern, traut sich aber nicht. |           |                            |                              |                      |                                       |                       |                             |
| 16 | 6         | Tyler Der Pionier          | Tyler the Pioneer            | 9. Mai 2013          | 12. Juli 2013                         | Linda Mendoza         | Breckin Meyer               |
| Tyler beschließt, ein Abenteuer einzugehen und eine Frau mit Kindern zu daten. Neal, Gibbs und Milo streiten sich unterdessen um ein Büro, das bei der Arbeit frei geworden ist. |           |                            |                              |                      |                                       |                       |                             |
| 17 | 7         | Onkel Gibbs                | Uncle Gibbs                  | 16. Mai 2013         | 19. Juli 2013                         | Linda Mendoza         | Jared Miller                |
| Gibbs Neffe Donald kommt für ein Vorstellungsgespräch bei einer medizinischen Hochschule vorbei, doch eine lange Partynacht vereitelt seine Pläne. Milo entscheidet sich für eine Stiländerung, die seine Wirkung auf die Damenwelt verbessert. |           |                            |                              |                      |                                       |                       |                             |
| 18 | 8         | Gibbs-Orzismus             | The Gibbs-orcism             | 23. Mai 2013         | 26. Juli 2013                         | Linda Mendoza         | Kirk J. Rudell              |
| Milo und Gibbs kennen Tylers neue Freundin besser, als ihnen lieb sein kann. Also versuchen sie krampfhaft, die Wahrheit vor ihm zu verbergen. Unterdessen wollen Neal und Amy unbedingt ihren „Jubiläumsfluch“ überwinden, jedoch schaffen sie es einfach nicht, ihrem vermeintlichen Schicksal zu entkommen. |           |                            |                              |                      |                                       |                       |                             |
| 19 | 9         | Tyler Ferner Denn Je       | Long Distance Tyler          | 30. Mai 2013         | 2. Aug. 2013                          | Barnet Kellman        | Jessica Kaminsky            |
| Milo und Gibbs stürzen sich in einen Dating-Wettbewerb um eine hübsche Frau. Tyler und Rachel versuchen die diversen Unwägbarkeiten einer Fernbeziehung zu umschiffen. Neal und Amy erfahren die Bedeutung des Sprichworts „Undank ist der Welt Lohn“: Sie wissen nun, was es bedeutet, Tyler ihre Wohnung als Rendezvous-Örtlichkeit zur Verfügung zu stellen.                                                                             |           |                            |                              |                      |                                       |                       |                             |
| 20 | 10        | Wochenende bei PJ’s        | Weekend at PJ’s              | 6. Juni 2013         | 9. Aug. 2013                          | Barnet Kellman        | Breckin Meyer               |
| Tyler und Milo geraten in einen größeren Streit, nachdem Tyler eindeutig seine Grenzen überschritten hat. Amys Vater bemüht sich derweil darum, Neal mit einem etwas kultivierteren Mann zu ersetzen. Gibbs macht sich auf die Suche nach einer Frau, die ihm seit einer Hochzeit nicht mehr aus dem Kopf gehen will. Am Ende kommt es zu einer überraschenden Hochzeit, die von einem leuchtend strahlenden Mond inspiriert wurde.         |           |                            |                              |                      |                                       |                       |                             |

## Staffel 3
Die Erstausstrahlung der dritten Staffel war vom 15. Januar bis zum 12. März 2014 auf dem US-amerikanischen Kabelsender TBS zu sehen. Die deutschsprachige Erstausstrahlung sendet der deutsche Pay-TV-Sender TNT Serie seit dem 1. August 2014.
| Nr. (ges.) | Nr. (St.) | Deutscher Titel                      | Originaltitel      | Erstausstrahlung USA | Deutschsprachige Erstausstrahlung (D) | Regie            | Drehbuch                                           |
| ---------- | --------- | ------------------------------------ | ------------------ | -------------------- | ------------------------------------- | ---------------- | -------------------------------------------------- |
| 21         | 1         | Die letzten Samurai                  | Pre-Posal          | 15. Jan. 2014        | 1. Aug. 2014                          | Andrew D. Weyman | Breckin Meyer                                      |
| 22         | 2         | Wie eine alte Schlabberhose          | Post-Posal         | 22. Jan. 2014        | 8. Aug. 2014                          | Arlene Sanford   | Eric Siegel & Eric Wasserman                       |
| 23         | 3         | Der Herrscher von Geektopia          | Holy New Boss!     | 29. Jan. 2014        | 15. Aug. 2014                         | Betsy Thomas     | Breckin Meyer                                      |
| 24         | 4         | Drachenpornos und Traumhochzeiten    | I Take Thee, Gibbs | 5. Feb. 2014         | 22. Aug. 2014                         | David Trainer    | Erika Kaestle & Patrick McCarthy                   |
| 25         | 5         | Geständnisse eines Schlampituierten  | Gigo-Milo          | 12. Feb. 2014        | 29. Aug. 2014                         | Andrew D. Weyman | Marsh McCall                                       |
| 26         | 6         | Die Orange bist du                   | Hi, Jude           | 19. Feb. 2014        | 12. Sep. 2014                         | Linda Mendoza    | Nick Adams                                         |
| 27         | 7         | … und dann kam Molly                 | Molly              | 26. Feb. 2014        | 5. Sep. 2014                          | Michael Shea     | Breckin Meyer                                      |
| 28         | 8         | Die Nachbarschaft der lebenden Toten | Suburban Gibbs     | 5. März 2014         | 19. Sep. 2014                         | Betsy Thomas     | Matt Lawton                                        |
| 29         | 9         | Der Füller im Firmen-Tintenfass      | Jude Awakening     | 12. März 2014        | 26. Sep. 2014                         | Michael McDonald | Neel Shah                                          |
| 30         | 10        | Rückkehr des Kressekopfs             | Odd Milo Out       | 12. März 2014        | 3. Okt. 2014                          | David Trainer    | Handlung: Lacey Friedman Schauspiel: Breckin Meyer |